# Palatul Administrativ Galați
Palatul Administrativ Galați este o clădire monument istoric aflată pe teritoriul municipiului Galați în care funcționează în prezent Prefectura județului Galați.
Edificiul a fost construit după proiectul arhitectului Ion Mincu în perioada anilor 1904—1905 pentru a servi ca Palat Administrativ al Galațiului care făcea parte din județul Covurlui.. Inaugurarea a avut loc la 27 aprilie 1906. Este prima lucrare a lui Ion Mincu pentru un edificiu public reprezentativ.
Clădirea este formată dintr-un corp principal și două aripi secundare ce închid între ele o curte interioară. Compoziția arhitectonică este alcătuită din două registre: primul cuprinde încăperile parterului și mezaninului, iar al doilea, etajul, cu sălile de recepție, sala de consiliu și cabinetele oficiale. Fațada principală, lipsită de perspectivă frontală, are în partea centrală a primului registru trei arcade cu o deschidere amplă, de factură romanică. Decorația registrului al doilea este în schimb minuțios elaborată, închegându-se într-o unitate echilibrată din punct de vedere compozițional. Tot pe fațada principală, la nivelul superior, se află două statui de marmură albă — „Industria" și „Agricultura" — opere ale sculptorului Frederic Storck, iar mai jos, două steme de bronz ale județului. 
Sculpturile ornamentale în piatră, precum și denumirea „Palatul Administrativ” sculptată și ea în piatră, au fost realizate în anul 1907 de către sculptorul George Rigos. O parte din piesele de mobilier au fost realizate de către F. Lescovar, iar mobilierul din sălile de protocol au fost realizate de către firma Casa Dreising din Germania. Pictura interioară a Palatului Administrativ a fost realizată de pictorul Ioan Brânzescu.
În polița de asigurare a Palatului administrativ, încheiată în 1906, se precizează că imobilul are 22 de camere și două coridoare parchetate, 23 de camere și 7 coridoare cu mozaic, 38 de camere și 7 coridoare cu dușumele, 21 de scări de lemn, 6 de piatră și una de fier.
Pe frontonul clădirii se găsește instalat un ceas de mari proporții. Fiecare oră este marcată prin câteva fraze muzicale ale nemuritorului vals „Valurile Dunării", capodoperă de renume mondial a compozitorului gălățean Iosif Ivanovici  (1845—1902).
Clădirea Prefecturii a fost reabilitată și consolidată în anul 2004. Cu această ocazie au fost furate piesele din bronz ale ceasului mare din frontonul clădirii. Atunci au dispărut și micile blazoane cu ancoră, tot din bronz, prinse în feroneria scărilor. Oglinzile venețiene din holuri au dispărut fără urmă, dar nimeni nu a declanșat anchete pentru a găsi făptașii.

Statuile „Agricultura” și „Industria” de pe fațada Palatului Prefecturii din Galați
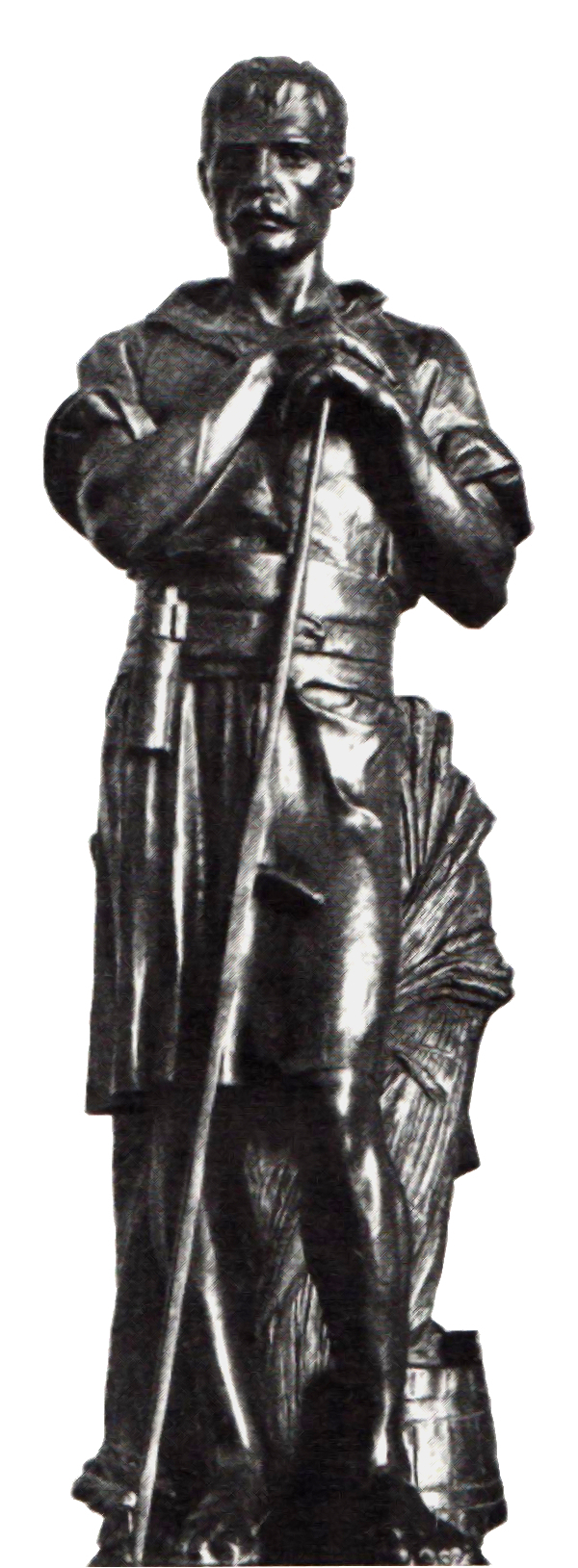
(bronz)
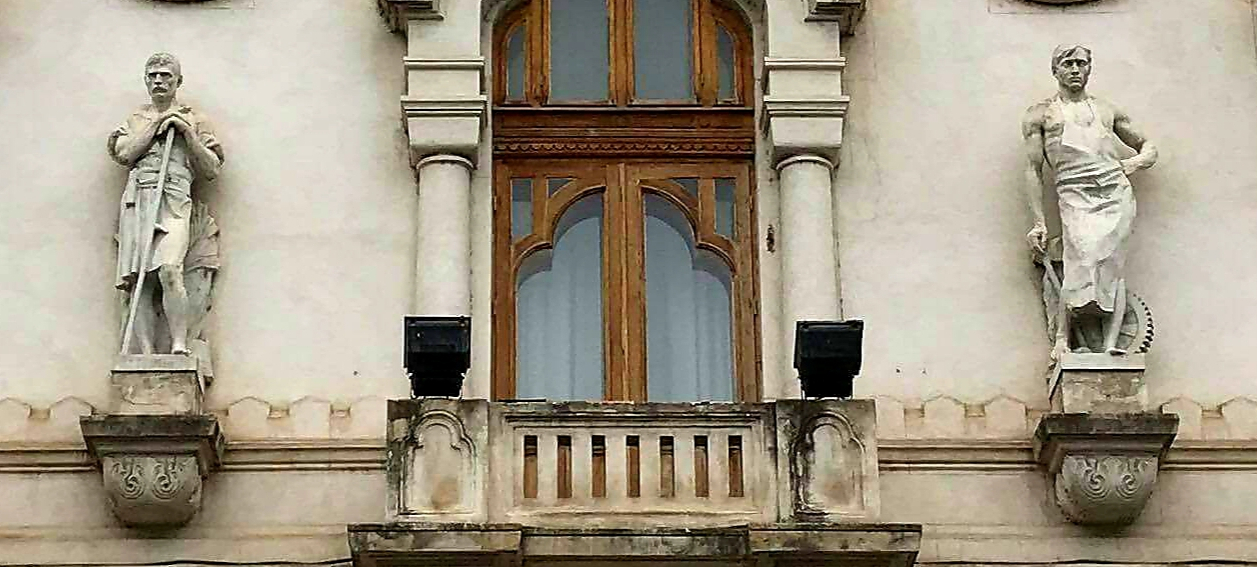
(marmură de Carrara)
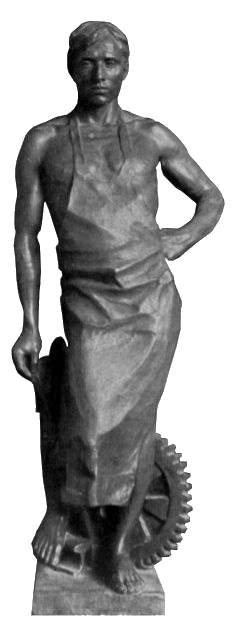
(bronz)